# Coppa Antim
La Coppa Antim (in georgiano ანთიმოზ ივერიელის თასი?, Antimoz Iverielis tasi; in romeno Cupa Antim Ivireanul) è un trofeo internazionale di rugby a 15 annualmente in palio tra le squadre nazionali maschili di Georgia e Romania.
Il trofeo fu istituito nel 2002 in onore di Antimo d'Iberia, vescovo ortodosso metropolita di Valacchia a inizio XVIII secolo e nativo della Georgia.
Al 2025 se ne sono tenute 24 edizioni, 17 delle quali vinte dalla Georgia a fronte delle 6 della Romania e un pareggio.
Il trofeo è messo in palio annualmente ed è disputato normalmente in occasione dell'incontro tra le due nazionali nel corso del campionato europeo; non sono utilizzabili ai fini dell'assegnazione eventuali incontri in Coppa del Mondo.

## Storia
Il trofeo fu un'idea della federazione rugbistica georgiana, che intese omaggiare un proprio connazionale che fu vescovo in Romania, a sottolineare la comunione nella fede ortodossa dei due Paesi.
Antimo d'Iberia (per i romeni Antim Ivireanul e per i georgiani Antimoz Iverieli) nacque in Cartalia, regno georgiano del XVII secolo, e fu stampatore, teologo, monaco, missionario e in seguito vescovo in Romania: agli inizi del XVIII secolo divenne metropolita di Valacchia, posizione di fatto coincidente con quella di patriarca di Romania; assassinato in circostanze misteriose, fu proclamato santo nel 1992 dalla Chiesa ortodossa.
Nel 2002 la federazione georgiana e quella rumena si accordarono per la prima assegnazione, che avvenne in occasione dell'incontro di quell'anno nel campionato europeo; l'accordo è che la squadra che lo vince lo deve rimettere in palio nel successivo incontro diretto che non cada in occasione della Coppa del Mondo.
Il trofeo è un'opera bronzea dell'ex rugbista sovietico, e successivamente scultore, Gia Japaridze, originario della Georgia, e fu finanziato da un gruppo di sostenitori dei Lelos, nome con cui sono conosciuti i giocatori dell'ex repubblica dell'URSS.
Fu presentato al pubblico e alle due nazionali il 5 aprile 2002 a Tbilisi alla vigilia dell'incontro del campionato europeo tra le due squadre, che fu vinto 31-23 dalla Romania.
Nonostante la sconfitta iniziale, la Georgia lo ha vinto 14 volte nelle successive 19 contese, lasciandolo solo altre 5 volte ai rumeni.
In caso di pareggio, il trofeo rimane per un anno nella disponibilità della squadra che lo deteneva prima dell'incontro; accadde per esempio nel 2013 quando l'incontro terminò 9-9 e la Georgia, che lo affrontava da detentore, lo mantenne fino all'edizione successiva.
La base del trofeo reca il nome di Antimo d'Iberia in entrambe le lingue e, a seguire, i nomi incisi delle squadre vincitrici e dell'anno.
La serie più lunga per la Romania sono le tre vittorie iniziali tra il 2002 e il 2004; per la Georgia sono 8 a partire dal 2018, serie aperta al 2025.

## Palmarès
| Anno | Città    | Risultato               | Vincitrice |
| ---- | -------- | ----------------------- | ---------- |
| 2002 | Tbilisi  | Georgia – Romania 23-31 | Romania    |
| 2003 | Tbilisi  | Georgia – Romania 6-19  | Romania    |
| 2004 | Iași     | Romania – Georgia 25-18 | Romania    |
| 2005 | Tbilisi  | Georgia – Romania 20-13 | Georgia    |
| 2006 | Bucarest | Romania – Georgia 35-10 | Romania    |
| 2007 | Bucarest | Romania – Georgia 17-20 | Georgia    |
| 2008 | Tbilisi  | Georgia – Romania 22-7  | Georgia    |
| 2009 | Tbilisi  | Georgia – Romania 28-23 | Georgia    |
| 2010 | Bucarest | Romania – Georgia 22-10 | Romania    |
| 2011 | Tbilisi  | Georgia – Romania 18-11 | Georgia    |
| 2012 | Bucarest | Romania – Georgia 13-19 | Georgia    |
| 2013 | Bucarest | Romania — Georgia 9-9   | pareggio   |

| Anno | Città    | Risultato               | Vincitrice |
| ---- | -------- | ----------------------- | ---------- |
| 2014 | Tbilisi  | Georgia – Romania 22-9  | Georgia    |
| 2015 | Bucarest | Romania – Georgia 6-15  | Georgia    |
| 2016 | Tbilisi  | Georgia – Romania 38-9  | Georgia    |
| 2017 | Bucarest | Romania – Georgia 8-7   | Romania    |
| 2018 | Tbilisi  | Georgia – Romania 25-16 | Georgia    |
| 2019 | Cluj     | Romania – Georgia 9-18  | Georgia    |
| 2020 | Tbilisi  | Georgia – Romania 41-13 | Georgia    |
| 2021 | Tbilisi  | Georgia – Romania 28-17 | Georgia    |
| 2022 | Bucarest | Romania – Georgia 23-26 | Georgia    |
| 2023 | Tbilisi  | Georgia – Romania 31-7  | Georgia    |
| 2024 | Tbilisi  | Georgia – Romania 43-5  | Georgia    |
| 2025 | Tbilisi  | Georgia – Romania 43-5  | Georgia    |

## Riepilogo vittorie
| Squadra | Vittorie | Anno |
| ------- | -------- | --- |
| Georgia | 17       | 2005 · 2007 · 2008 · 2009 · 2011 · 2012 · 2014 · 2015 · 2016 · 2018 2019 · 2020 · 2021 · 2022 · 2023 · 2024 · 2025 |
| Romania | 6        | 2002 · 2003 · 2004 · 2006 · 2010 · 2017                                                                            |
| Pareggi | 1        | 2013 |